# Naldanga
Naldanga fou un estat tributari protegit a Bengala, districte de Jessore, avui districte de Barisal a Bangladesh.
El zamindari va sorgir el 1590 quan Man Singh, governador mogol de Bengala, va concedir 5 pobles a un descendent d'un antic servidor de la dinastia Sena, de nom Bishnu Das, perquè havia acumulat provisions per a l'exèrcit imperial. El va succeir (1598) el seu fill Srimanta Deb Roy conegut com a Ranabir Khan. El domini es va anar ampliant per apropiació dels zamindaris veïns que devien els impostos. Diversos temples importants a la zona foren construïts pels successius governants; el temple de Siddeshwari Mandir fou construït el 1656 i van seguir més tard altres (Kalimata Mandir, Laxmi Mandir, Ganesh Mandir, Durga Mandir, Taramoni Mandir, Vishnu Mandir i Rajeshwari Mandir). El 1870 el raja Indu Bhusan va morir de bronquitis i el seu fill adoptiu Raja Bahadur Promoth Bhusan Debrai el va succeir, i va construir alguns temples més avui en ruïnes (però s'ha iniciat la seva restauració). El 1953 els zamindars foren abolits i el 1955 les terres van passar a l'estat; Raja Promoth Bhusan Debrai va morir a Kashi a l'Índia.